# 查理與蘿拉

查理與蘿拉的第一輯I Will Never NOT EVER Eat a Tomato的封面，封面中的小孩即為查理與蘿拉

查理與蘿拉（Charlie and Lola）是英國作家及插畫家勞倫·喬爾德在2000年創造的虛構兒童人物，一開始是出現在系列繪本中，後來也改編成同名卡通。蘿拉（Lola）是富有精力及想像力的小女孩，查理（Charlie）是她的哥哥，很有耐心及愛心，願意幫助蘿拉學習和成長。

查理與蘿拉系列的第一本書是《I Will Not Ever Never Eat a Tomato》，是由Orchard出版社在2000年於英國出版。美國版是由Candlewick出版社在同一年出版，書名為《I Will Never NOT EVER Eat a Tomato》。
查理與蘿拉的父母，和卡通中其他兒童的父母一様，在卡通中有提到，也有說話，不過沒有出現在卡通中。
查理與蘿拉系列的第一本書，獲得了2000年英國圖書館與資訊專業學會的凱特·格林威全獎杯（Kate Greenaway All-Medal Trophy），獲選為該年度英籍人士的最佳儿童文学繪本。在50th anniversary of the Medal（1955至2005）中，被選為十大獲獎作品之一，在2007年由評選委員會公開投票，評選為有史以來最喜歡的作品 。

## 出版品
勞倫·喬爾德所著的《查理與蘿拉》
- I Will Not Ever Never Eat A Tomato（Orchard Books，2000年）
- I Am Not Sleepy and I Will Not Go to Bed（2001年）
- I Am Too Absolutely Small For School（2003年）
- Slightly Invisible（2010年）

由電視卡通改編的書籍
- I've Won, No I've Won, No I've Won
- Snow Is My Favourite and My Best
- Excuse Me, But That Is My Book（卡通標題：But That Is My Book）
- We Honestly Can Look After Your Dog（卡通標題：We Do Promise Honestly We Can Look After Your Dog）
- My Wobbly Tooth Must Not Ever Never Fall Out（卡通標題：I Do Not Ever Never Want My Wobbly Tooth to Fall Out）
- Say Cheese
- I'm Just Not Keen on Spiders
- Whoops! But It Wasn't Me!（卡通標題：It Wasn't Me!）
- This is Actually My Party
- I Can Do Anything That's Everything all on my Own
- You Can Be My Friend
- You Won't Like This Present As Much As I Do
- My School Play Sticker Book（依卡通There Is Only One Sun and That Is Me改編）
- My Haircut Sticker Book（依卡通I  Like My Hair Completely the Way It Is改編）
- My Busy Sticker Book（依卡通I'm a For Too Extremely Busy改編）
- My Wonderful Picnic Sticker Book（依卡通The Most Wonderfullest Picnic in the Whole Wide World改編）

在英國也有許多的著色書以及查理與蘿拉的雜誌。
Charlie and Lola已翻譯成威尔士语，名稱為Cai a Lois，也翻譯成許多國家的語言。

## 人物

### 查理
查理（Charlie Sonnor）是蘿拉的哥哥，富有想像力，是蘿拉的英雄。查理頭髮顏色和蘿拉一樣。查理常常要照顧蘿拉，他有時會想一些有創意的方式讓蘿拉有事做。不論在書裡或是在卡通中，查理是描述故事的人，敘述他和蘿拉的對話。

### 蘿拉
蘿拉（Lola Sonnor）是富有想像力的古怪小女孩，是查理的妹妹，也是蘿塔（Lotta）的好朋友。查理對蘿拉的描述是：「年紀小，也非常有趣」（small and very funny）。蘿拉很喜歡玩，很有個性，戴著藍色的蝴蝶髮夾。蘿拉有黑色眼睛，金色短髮。蘿拉有一個隱形朋友，名叫羅倫森（Soren Lorenson）。

### 馬維
馬維（Marv Lowe）是查理的好朋友，他的哥哥是馬迪（Marty），弟弟是莫頓（Morten）。他養的臘腸狗叫做西索（Sizzles），他也養了名叫Squeak的天竺鼠。馬維和查理同年，馬維家和查理家一樣也住在三樓。

### 蘿塔
蘿塔（Lotta Zehybe）是蘿拉的好朋友，和蘿拉同年，有黑色的捲髮，有時也會綁辮子。

### 羅倫森
羅倫森（Soren Lorenson）是蘿拉的假想朋友，在卡通中繪製成灰色而且比較透明的，當羅倫森和蘿拉一起玩時，羅倫森的輪廓會比較清楚，不過還是灰色且比較透明的樣子。

## 相關衍生作品

### 電視卡通
《查理與蘿拉》一系列的書由Tiger Aspect改編為卡通，其中是拼貼畫的動畫風格，可以準確的呈現原書中的風格。卡通由Kitty Taylor及Claudia Lloyd擔任導演，其中的2D传统动画、紙張效果、織物設計、實物質地、攝影蒙太奇及存档素材都是由名稱為CelAction的軟體所製作。此卡通特別的是由兒童來配音，而不是由成人的配音員來模仿小孩的聲音。
《查理與蘿拉》卡通第一季有26集，每一集11分鐘，在2005年11月7日放映，第二季也是26集，在2006年10月2日於CBeebies放映（也會在英國廣播公司第二台的晨間節目中放映）。在卡通中，查理七歲，蘿拉四歲，已經去上學了（蘿拉的老師是Mrs. Hansen）。在第一季及第二季中，蘿拉各過了一次生日（分別在"It's a Secret..."及"This Is Actually My Party"），不過這對她劇中的年齡沒有影響)。第三季是最後一季，共有26集，於2007年及2008年在英國及美國播放。目前已完成整套80集的卡通，包括這三季，以及2006年及2007年的特別篇。
卡通的配音者如下：
- 查理：傑思羅·倫迪·布朗（Jethro Lundie-Brown）、丹尼爾·邁爾斯（Daniel Mayers、第二季）、奧立爾·阿格羅諾夫（Oriel Agranoff、第三季）
- 蘿拉：梅西·高威爾（Maisie Cowell）、克萊門汀·高威爾（Clementine Cowell、第二季）、霍莉·卡拉威（Holly Callaway、第三季）
- 馬維：萊恩·哈里斯（Ryan Harris）
- 蘿塔：摩根·蓋爾（Morgan Gayle）
- 羅倫森：史丹利·史崔特（Stanley Street）

### 戲劇
Charlie and Lola's Best Bestest Play在2008年4月26日在倫敦的波爾卡劇院首演，之後也在2010年及2012年有演出。這是以勞倫·喬爾德的原著為基礎，由Jonathan Lloyd，波爾卡劇院的藝術總監改編。

### 查理與蘿拉專輯
Charlie and Lola's Favourite and Best Music Record專輯在2007年3月19日發行，以家長及兒童為主要客群，是由第一季及第二季的許多情節音樂整合而成。其中的音樂元素包括有輕音樂、沙發音樂、大樂團、爵士乐、雷鬼音樂、藍草音樂、東歐音樂、科學幻想、拉丁美洲音乐、古典音乐及電影配樂。
The Bestest in the Barn單曲在2007年3月12日發行，其中內容是查理與蘿拉在教農場的動物如何歌唱、跳舞及演奏音樂，這個音樂沒有卡通中出現過。

## 外部連結
- 官方网站
- WorldCat 聯合目錄中Charlie的著作或與之相關的著作
- WorldCat 聯合目錄中Lola的著作或與之相關的著作
- 互联网电影数据库（IMDb）上《Charlie and Lola》的资料（英文）
- CBeebies - Charlie and Lola at bbc.co.uk
- Charlie and Lola theme tune
- Charlie and Lola on Playhouse Disney （页面存档备份，存于）